# Joseph Ehrenfried Hofmann
Joseph Ehrenfried Hofmann (* 7. März 1900 in München; † 7. Mai 1973 in Günzburg) war ein deutscher Mathematikhistoriker, bekannt für seine Forschungen über Gottfried Wilhelm Leibniz.

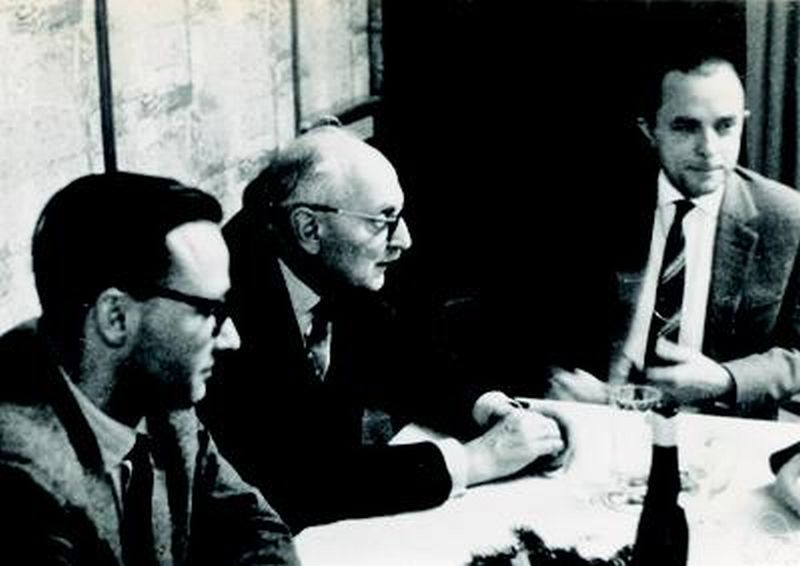
Josef Ehrenfried Hofmann (Mitte) mit Bertram Huppert (links) und Günter Pickert (rechts) 1961

## Leben und Werk
Nach dem Abitur 1919 am Wilhelmsgymnasium München studierte Hofmann an der Technischen Universität München (Promotion 1927 bei Walther von Dyck und Georg Faber) und war kurze Zeit Assistent in München und Darmstadt, bevor er in den Schuldienst ging (in Günzburg, Nördlingen). Während seines Studiums wurde er Mitglied des AGV München. Schon als Student wurde er zur Mathematikgeschichte hingezogen, nachdem ihn Faber für die Herausgabe der Werke Eulers heranzog. Ein großer Einfluss war auch Heinrich Wieleitner, mit dem er mehrere Arbeiten zur Geschichte der Infinitesimalrechnung veröffentlichte. Als Schullehrer setzte er seine historischen Untersuchungen fort. 1939 habilitierte er sich in Mathematikgeschichte an der Universität Berlin. 1940 bis 1945 war er mit der Leibniz-Ausgabe der Berliner Akademie der Wissenschaften betraut. 1947 bis zu seinem Ruhestand 1963 war er wieder Gymnasiallehrer in Günzburg. Außerdem hatte er (zum Teil nebenberuflich) Professuren für Geschichte der Mathematik an der Albert-Ludwigs-Universität Freiburg, der Humboldt-Universität Berlin, der Eberhard-Karls-Universität Tübingen (Ehrenprofessur 1950) und der Technischen Hochschule Karlsruhe. Er organisierte regelmäßig Kolloquien über Mathematikgeschichte am Mathematischen Forschungsinstitut in Oberwolfach, wo er schon gleich nach dem Krieg tätig war.
Hofmann galt als der Fachmann für die Entwicklung der Infinitesimalrechnung bei Leibniz, dessen Pariser Zeit er genauestens erforschte und so maßgeblich zur Aufklärung (bzw. Beruhigung) des noch lange auch in der Mathematikgeschichte widerhallenden Prioritätsstreits zwischen Leibniz und Isaac Newton um die Erfindung der Infinitesimalrechnung beitrug. Er war Mitherausgeber der Werke von Leibniz, sowie u. a. von Nicolaus von Kues, Johann I Bernoulli (und anderer Reprint- und Werkausgaben im Verlag Georg Olms, Hildesheim, wie der Mathematikgeschichte von Abraham Gotthelf Kästner). Weiterhin beschäftigte er sich mit der Zahlentheorie bei Leonhard Euler und Pierre de Fermat. Er entdeckte u. a. einige neue Arbeiten von Fermat (veröffentlicht 1943).
Er starb an den Folgen eines Verkehrsunfalls vom 9. November 1972. Ein Auto hatte ihn auf dem Morgenspaziergang angefahren. Hofmann liegt in seinem Wohnort Ichenhausen begraben.
1958 war er Invited Speaker auf dem Internationalen Mathematikerkongress in Edinburgh (Über eine Euklid Bearbeitung, die dem Albertus Magnus zugeschrieben wird). Im Jahr 1954 wurde er zum Mitglied der Leopoldina gewählt.
Seine Ehefrau Josepha erwarb sich Verdienste durch die Übersetzung der mathematischen Schriften des Nikolaus von Kues.

## Schriften
- Ausgewählte Schriften. 2 Bände. Herausgegeben von Christoph Scriba. Olms Verlag, Hildesheim 1990.
- mit Oskar Becker: Geschichte der Mathematik. Athenäum Verlag, Bonn 1951 (von Hofmann stammt Teil 2 und 3).
- Geschichte der Mathematik. 3 Bände. De Gruyter, Sammlung Göschen 1953–1957 (Übersetzungen erfolgen ins Spanische, Französische und Englische: Classical Mathematics, New York, Philosophical Library 1960, The History of Mathematics, New York, Philosophical Library 1957):
  - Teil 1: Von den Anfängen bis zum Auftreten von Fermat und Descartes, 1953, 2. Aufl. 1963, doi:10.1515/9783111380988.
  - Teil 2: Von Fermat und Descartes bis zur Erfindung des Calculus und bis zum Ausbau der neuen Methoden, 2. Auflage 1963, doi:10.1515/9783111364940 (Open Access),
  - Teil 3: Von den Auseinandersetzungen um den Calculus bis zur französischen Revolution, 1957, mit ausführlichem Literaturverzeichnis, doi:10.1515/9783111567228.
- Leibniz in Paris 1672-1676 – his growth to mathematical maturity, Cambridge University Press 1974[7]
- Die Entwicklungsgeschichte der Leibnizschen Mathematik, München, Leibniz-Verlag 1949, englische Ausgabe Leibniz in Paris 1672-1676: His growth to mathematical maturity, 1974
- Nicolaus Mercator, sein Leben und Wirken, vorzugsweise als Mathematiker, Akademie der Wissenschaften Mainz, Abh. Math.-Naturwiss. Klasse, 3. Jahrgang, S. 43–103, 1950
- Frans von Schooten der Jüngere, Steiner Verlag, Wiesbaden, Boethius Band 2, 1962
- Über Jakob Bernoullis Beiträge zur Infinitesimalmathematik, L' Enseignement mathématique, Série 2, Band 2, 1956
- Michael Stifel (1487?–1567). Leben, Wirken und Bedeutung für die Mathematik seiner Zeit (= Sudhoffs Archiv. Beiheft 9). Franz Steiner Verlag, Stuttgart 1968, ISBN 3-515-00293-6.
- Vier Jahrzehnte im Ringen um mathematikgeschichtliche Zusammenhänge, in Bernhard Sticker, Friedrich Klemm (Hrsg.) Wege zur Wissenschaftsgeschichte, Wiesbaden 1969
- Elementare Lösung einer Minimumsaufgabe. In: Zeitschrift für den mathematischen und naturwissenschaftlichen Unterricht 60 (1929), S. 22–23.